# Dissmeryngodes anticus
Dissmeryngodes anticus är en tvåvingeart som först beskrevs av Christian Rudolph Wilhelm Wiedemann 1828.  Dissmeryngodes anticus ingår i släktet Dissmeryngodes och familjen rovflugor. Inga underarter finns listade i Catalogue of Life.